# Gonçalo M. Tavares
Gonçalo Manuel de Albuquerque Tavares GOIH (Luanda, Agosto de 1970), mais conhecido na forma Gonçalo M. Tavares, é um escritor e professor universitário português, cuja primeira obra foi publicada em 2001.

## Carreira
Gonçalo M. Tavares é autor de uma vasta obra que está a ser traduzida em países como a Índia, Japão, Suécia, Dinamarca, China, Cuba, África do Sul, Indonésia, Islândia, Turquia, Palestina, Iraque, Egipto, Moldávia, Estónia, Israel, Venezuela, Estados Unidos, num total de setenta países.
Saramago vaticinou-lhe o Prémio Nobel. Vasco Graça Moura escreveu que Uma Viagem à Índia dará ainda que falar dentro de cem anos. A The New Yorker afirmou que, tal como em Kafka e Beckett, Gonçalo M. Tavares mostrava que a “lógica pode servir eficazmente tanto a loucura como a razão”. 
A sua linguagem em ruptura com as tradições líricas portuguesas e a subversão dos géneros literários fazem dele um dos mais inovadores escritores europeus da actualidade. Le Quartier (O Bairro), de Gonçalo M. Tavares, recebeu o prestigioso Prix Laure-Bataillon 2021, atribuído ao melhor livro traduzido em França, sucedendo assim à Nobel da Literatura Olga Tokarczuk, que recebeu este prémio em 2019, e ao escritor catalão Miquel de Palol. Ao longo das suas várias edições, já receberam o Prix Laure-Bataillon autores como Giorgio Manganelli, Bohumil Hrabal, W. G. Sebald, Derek Walcott, John Updike, Hugo Claus e Hans Magnus Enzensberger, entre outros. De entre a sua vasta bibliografia, vinte e duas das suas obras já foram distinguidas em diferentes países. Foi seis vezes finalista do prémio Oceanos, tendo sido premiado três vezes. Foi ainda duas vezes finalista do Prix Médicis e duas vezes finalista do Prix Femina, entre outras distinções de relevo como o Prix du Meilleur Livre Étranger em 2010. 
Os seus livros deram origem a peças de teatro, objectos artísticos, vídeos de arte, ópera, etc.
O romance Jerusalém foi incluído na edição europeia de "1001 livros para ler antes de morrer – um guia cronológico dos mais importantes romances de todos os tempos".

## Prémios
Recebeu o Prémio Portugal Telecom 2007; o Prémio José Saramago 2005 e o Prémio LER/Millennium BCP 2004 com o romance - "Jerusalém" (Caminho); o Prémio Branquinho da Fonseca da Fundação Calouste Gulbenkian e do Jornal Expresso, com o livro O Senhor Valéry (Caminho); o Prémio Revelação de Poesia da Associação Portuguesa de Escritores com Investigações. Novalis (Difel) e o Grande Prémio de Conto da Associação Portuguesa de Escritores "Camilo Castelo Branco" com água, cão, cavalo, cabeça (Caminho); na Itália o X Prémio Internacional Trieste 2008.
A 9 de Junho de 2012 foi feito Grande-Oficial da Ordem do Infante D. Henrique.

## Prémio

### Prémios internacionais
- Prix Laure Bataillon (2021, França, tradução francesa de O Bairro)
- Premio Bellas Artes de Melhor Tradução MARGARITA MICHELENA (2019, México, com Uma Menina está Perdida no seu Século à Procura do Pai)
- Prémio Roménia – Literatura Sem Fronteiras (2018), para o conjunto da obra
- Prémio de Tradução Radoje Tatić (2014, Sérvia, com Histórias Falsas)
- Prix Littéraire Européen, Étudiants Francophones (2011, França, com O Senhor Kraus e a Política)
- Special Price of the Jury of the Grand Prix Littéraire du Web Cultura (2010, França)
- Prix du Meilleur Livre Étranger (2010, França); Este prémio já foi atribuído a autores como Salmon Rushdie, Elias Canetti, Robert Musil, Orhan Pamuk, John Updike, Philip Roth, Gabriel García Márquez e Colm Tóibín, entre outros.
- Belgrade Poetry Award (2009, Sérvia)
- International Prize of Triest (2008, Itália)
- Prêmio Portugal Telecom (2007, Brasil)

### Prémios nacionais para o conjunto da obra
- Prémio Universidade de Lisboa (2019)
- Prémio Vergílio Ferreira (2017)

Foi seis vezes finalista do Prémio Oceanos.
Prémio para O Senhor Valéry
- Prémio Branquinho da Fonseca, Gulbenkian (2002, Portugal)
- Prix Laure Bataillon (França, 2021)

Prémio para Atlas do Corpo e da Imaginação (Ensaio)
- Pen Finalista, Melhor Ensaio (2014, Portugal)

Prémios para o romance Jerusalém
- Prêmio Portugal Telecom de Literatura em Língua Portuguesa (2007)
- Prêmio José Saramago (2005)
- Prêmio LER/Millennium BCP (2004)
- Nomeado para Prix Cévennes de Melhor Romance Europeu (2009, França)
- Finalista Prémio Giuseppe Acerbi (2007, Itália)

Prémios para Água, Cão, Cavalo, Cabeça
- Grande Prêmio de Conto da Associação Portuguesa de Escritores “Camilo Castelo Branco” (2007)

Prémios para Uma Viagem à Índia
- Prémio Fundação Inês de Castro (2012)
- Prémio Literário Fernando Namora (2011)
- Grande Prêmio Romance e Novela da Associação Portuguesa de Autores (2011)
- Prémio Portugal Telecom de Literatura (2011)
- Prêmio Especial de Imprensa Melhor Livro *Ler/Booktailors (2010)
- SPA Author’s Prize (2010)
- Finalista Prix Médicis Étranger (2012, França)

Prémios para Aprender a Rezar na Era da Técnica
- Prix du Meilleur Livre Étranger (2010, França)
- Preço Especial do Júri do Grand Prix Littéraire du Web Cultura (2010, França)
- Finalista Prix Médicis Étranger (2010, França)
- Finalista Prix Femina (2010, França)
- Prêmio Noomeado International IMPAC Dublin (2013, Irlanda)
- Finalista Europese Literatuurprijs (2013, Holanda)
- Finalista Prêmio Portugal Telecom (2008, Brasil)

Prémios para O Osso do Meio
- Prémio no Oceanos (2021, Brasil)
- Finalista Prémio Literário Casino da Póvoa do Correntes d'Escritas (2021)

Prémio para Histórias Falsas
- Prémio de Tradução Radoje Tatić (2014, Sérvia)

Prémios para Poesia: 1
- Prémio de Poesia de Belgrado (2009, Sérvia)
- Prémio Internacional de Triest (2008, Itália)

Prémio para Investigações: Novalis
- Prémio Revelação de Poesia, APE (2001)

Prémio para Matteo Perdeu o Emprego
- Nomeado Prix Femina (2016, França)
- Finalista Prémio PT (2014, Brasil)

Prémio para A Mulher Sem Cabeça e o Homem de Mau Olho
- Finalista Pen Narrativa (2018)

Prémio para Um homem: Klaus Klump
- Nomeado Prix Jean-Monnet de Littérature Européenne (2015, França)

Prémios para A máquina de Joseph Walser
- Nomeado Prix Jean-Monnet de Littérature Européenne (2015, França)
- Longlist do Prémio Melhor Livro Traduzido de Ficção (2013, EUA)

Prémios para Uma Menina Está Perdida no Seu Século à Procura do Pai
- Melhor Tradução Margarita Michelena (2019, México)
- Prémio Tabula Rasa (2015, Portugal)
- Nomeado: Prix Jean Monnet (2019, França)
- Prémio Finalista Pen para Novela, Pen Club Português (2015)[4]

## Aclamação Crítica
- José Saramago, no discurso de atribuição do Prémio ao romance "Jerusalém", disse: «'Jerusalém' é um grande livro, que pertence à grande literatura ocidental. Gonçalo M. Tavares não tem o direito de escrever tão bem apenas aos 35 anos: dá vontade de lhe bater!».

- Dele disse ainda Vila-Matas, no Magazine Littéraire: "[…] de narrador de raça a génio de um imenso futuro. É um escritor que não vai continuar muito mais tempo despercebido nessa Europa…"

- "Tavares triunfará, isso é algo que se vê já a chegar." in El País, Espanha.
- “Gonçalo M. Tavares tem a perspicácia e o poder de observação que são fundamentais para toda a sua escrita, em qualquer dos géneros que ele pratica. (…) Escutar as palavras, eis o que este escritor faz em tudo o que escreve. E é essa enorme capacidade que faz dele um grande escritor.” António Guerreiro, Jornal Público.
- "É um escritor douto, capaz de abarcar um largo espectro de temas, de formas de linguagem, é imensamente culto e consegue trazer essa cultura para dentro dos seus livros." [João Barrento]
- “Gonçalo M. Tavares é um escritor diferente de tudo o que lemos até hoje. Ele tem o dom – como Flann O’Brien, Kafka ou Beckett – de mostrar a forma como a lógica pode servir eficazmente tanto a loucura como a razão.” The New Yorker
- “Há um antes e um depois de Gonçalo M. Tavares.” [José Saramago]
- “Escritor genial.” [Enrique Vila-Matas]
- “Perfeição que se basta a si mesma.” [Agustín Fernández Mallo]
- “Porque é que havemos de pôr as coisas em termos de Nobel?! Talvez fosse preferível pensar-se: ‘Poderão ser grandes escritores ou não?’ […] O mais cotado parece-me, sem dúvida, o Gonçalo M. Tavares. Sem dúvida.”  [António Lobo Antunes]
- “Tal como a Saramago, dá-me vontade de lhe dar uma palmada amigável na nuca.”  [Mathias Énard]
- “Um grande escritor, um génio.” [Mário de Carvalho]
- “O Reino é a meditação mais incisiva que li em muito tempo sobre o nascimento do fascismo.” [Juan Gabriel Vásquez]
- “De onde vem esta alminha negra e libertária sem acinte? Este talento tão só consigo mesmo, por mais referências que jogue? Esta frieza a quente.” [Maria Velho da Costa]
- “É uma figura de enorme ousadia literária.” [Hélia Correia]
- "Há grandes autores portugueses vivos — Agustina Bessa-Luís, António Lobo Antunes e Gonçalo Tavares — que podem equiparar-se aos grandes escritores estrangeiros vivos." [Pedro Mexia, Antena 3, Julho de 2018]
- “Estou apaixonada pelo escritor português Gonçalo M. Tavares: um escritor magnífico.” [Jeanne Moreau]
- "No Gonçalo M. Tavares, no livro «Jerusalém», há um casal inesquecível." [Alberto Manguel]

## Obras (por temas)

### O Reino
- Um Homem: Klaus Klump - Caminho, 2003[5][6]
- A Máquina de Joseph Walser - Caminho, 2004[7]
- Jerusalém - Caminho, 2004 (Prémio José Saramago (2005), Prémio Ler/Millenium-BCP e Prémio Portugal Telecom de Literatura (2007) (Brasil)
- Aprender a Rezar na Era da Técnica - Caminho, 2007 (Prémio do Melhor Livro Estrangeiro 2010 em França)
- O Osso do Meio - Relógio d'Água, 2020

### Canções
- água cão cavalo cabeça,2006 - Grande Prémio de Conto Camilo Castelo Branco da Associação Portuguesa de Escritores
- Canções Mexicanas - Relógio d'Água, 2011
- animalescos - Relógio d'Água, 2013

### Mitologias
- A Mulher-Sem-Cabeça e o Homem-do-Mau-Olhado - Bertrand Editora, 2017
- Cinco Meninos, Cinco Ratos - Bertrand Editora, 2018
- O Diabo - Bertrand Editora, 2022

### Diálogos
- O Torcicologologista, Excelência - Caminho, 2015

### Epopeia
- Uma Viagem à Índia - Caminho, 2010

### Poesia
- 1 - Relógio d'Água, 2004

### Enciclopédia
- Breves Notas sobre Ciência - Relógio d'Água, 2006
- Breves Notas sobre o Medo - Relógio d'Água, 2007
- Breves Notas sobre as Ligações - Relógio d'Água, 2009
- Breves Notas sobra Música - Relógio d'Água, 2015
- Breves Notas sobre Literatura-Bloom - Relógio d'Água, 2018

### Estudos Clássicos
- Os Velhos Também Querem Viver - Caminho, 2014

- Histórias Falsas - Campo das Letras, 2005

### Atlas
- Atlas do Corpo e da Imaginação - Caminho, 2013

### Arquivos
- Biblioteca - Campo das Letras, 2004

### Investigações
- Livro da dança - Assírio e Alvim, 2001
- Investigações. Novalis - Dífel, 2002 (Prémio Revelação de Poesia da Associação Portuguesa de Escritores)
- Investigações geométricas - Teatro do Campo Alegre, 2005

### Cidades
- Matteo Perdeu o Emprego - Porto Editora, 2010
- Uma Menina está Perdida no seu Século à Procura do Pai - Porto Editora, 2014
- Bucareste-Budapeste: Budapeste-Bucareste - Relógio d'Água, 2019

### Diário-Ficcção
- Na América, disse Jonathan - Relógio d'Água, 2019

### Bloom Books
- A perna Esquerda de Paris seguido de Roland Barthes e Robert Musil - Relógio d’ Água, 2004

### O Bairro
- O Senhor Valéry - Caminho, 2002 (Prémio Branquinho da Fonseca da Fundação Calouste Gulbenkian e do jornal Expresso)
- O Senhor Henri - Caminho, 2003
- O Senhor Brecht - Caminho, 2004
- O Senhor Juarroz - Caminho, 2004
- O Senhor Kraus - Caminho, 2005
- O Senhor Calvino - Caminho, 2005
- O Senhor Walser - Caminho, 2006
- O Senhor Breton - Caminho, 2008
- O Senhor Swedenborg - Caminho, 2009
- O Senhor Eliot - Caminho, 2010

### Cinema
- Short Movies - Caminho, 2011

### Teatro
- A Colher de Samuel Beckett e Outros Textos - Campo das Letras, 2003

### Tese
- A Temperatura do Corpo - Instituto Piaget, 2001

### Outras formas literárias
- A Pedra e o Desenho (desenhos de Julião Sarmento) - Relógio d'Água, 2022

## Obras (por datas)
- 2001 A Temperatura do Corpo - Instituto Piaget

- 2001 Livro da dança - Assírio e Alvim
- 2002 Investigações. Novalis - Dífel (Prémio Revelação de Poesia da Associação Portuguesa de Escritores)
- 2002 O Senhor Valéry - Caminho (Prémio Branquinho da Fonseca da Fundação Calouste Gulbenkian e do jornal Expresso)
- 2003 A Colher de Samuel Beckett e Outros Textos - Campo das Letras
- 2003 O Senhor Henri - Caminho
- 2003 Um Homem: Klaus Klump - Caminho

- 2004 A Máquina de Joseph Walser - Caminho
- 2004 Jerusalém - Caminho, 2004 (Prémio José Saramago (2005), Prémio Ler/Millenium-BCP e Prémio Portugal Telecom de Literatura (Brasil)
- 2004 1 - Relógio d'Água
- 2004 Biblioteca - Campo das Letras
- 2004 A perna Esquerda de Paris seguido de Roland Barthes e Robert Musil - Relógio d’ Água
- 2004 O Senhor Brecht - Caminho

- 2004 O Senhor Juarroz - Caminho
- 2005 O Senhor Kraus - Caminho,
- 2005 O Senhor Calvino - Caminho
- 2005 Investigações geométricas - Teatro do Campo Alegre
- 2005 Histórias Falsas - Campo das Letras
- 2006 Breves Notas sobre Ciência - Relógio d'Água
- 2006 Canção: água cão cavalo cabeça - Grande Prémio de Conto Camilo Castelo Branco da Associação Portuguesa de Escritores
- 2006 O Senhor Walser - Caminho
- 2007 Breves Notas sobre o Medo - Relógio d'Água
- 2007 Aprender a Rezar na Era da Técnica - Caminho (Prémio do Melhor Livro Estrangeiro 2010 em França)
- 2008 O Senhor Breton - Caminho
- 2009 O Senhor Swedenborg - Caminho
- 2009 Breves Notas sobre as Ligações - Relógio d'Água
- 2010 Uma Viagem à Índia - Caminho
- 2010 O Senhor Eliot - Caminho
- 2010 Matteo Perdeu o Emprego - Porto Editora

- 2011 Short Movies - Caminho
- 2011 Canções Mexicanas - Relógio d'Água
- 2013 Canção: animalescos - Relógio d'Água
- 2013 Atlas do Corpo e da Imaginação - Caminho
- 2014 Os Velhos Também Querem Viver - Caminho
- 2014 Uma Menina está Perdida no seu Século à Procura do Pai - Porto Editora
- 2015 Breves Notas sobra Música - Relógio d'Água
- 2015 O Torcicologologista, Excelência - Caminho
- 2017 A Mulher-Sem-Cabeça e o Homem-do-Mau-Olhado - Bertrand Editora
- 2018 Breves Notas sobre Literatura-Bloom - Relógio d'Água
- 2018 Cinco Meninos, Cinco Ratos - Bertrand Editora
- 2019 Bucareste-Budapeste: Budapeste-Bucareste - Relógio d'Água
- 2019 Na América, disse Jonathan - Relógio d'Água
- 2020 O Osso do Meio - Relógio d'Água
- 2021 Diário da Peste - Relógio d' Água
- 2021 Dicionário de Artistas - Relógio d' Água
- 2022 Livro dos Prefácios à Obra de Agustina Bessa-Luís - Relógio d'Água
- 2022 A Pedra e o Desenho (desenhos de Julião Sarmento) - Relógio d'Água
- 2022 O Diabo - Relógio d'Água
- 2022 OS ESPACIALISTAS + GONÇALO M. TAVARES - Stolen Books
- 2023 Breves Notas sobre o Oriente - Relógio d'Água
- 2023 Tempestade e Motor - Relógio d'Água
- 2023 As Botas de Mussolini - Relógio d'Água